# Etien Velikonja
Etien Velikonja (ur. 26 grudnia 1988 w Šempeterze pri Gorici) – piłkarz słoweński grający na pozycji napastnika w klubie Willem II Tilburg.

## Kariera klubowa
Karierę piłkarską Velikonja rozpoczął w klubie ND Gorica. W sezonie 2006/2007 zadebiutował w pierwszej lidze słoweńskiej. W 2007 roku wywalczył z Goricą wicemistrzostwo Słowenii, a od sezonu 2007/2008 stał się podstawowym zawodnikiem swojego zespołu występując w ataku z Milanem Ostercem. W 2008 roku zajął z Goricą 3. miejsce w lidze, a w 2009 roku ponownie został wicemistrzem kraju. W sezonie 2008/2009 z 17 golami na koncie został królem strzelców słoweńskiej ekstraklasy.
Na początku 2011 roku Velikonja przeszedł do NK Maribor. W sezonach 2010/2011 i 2011/2012 wywalczył tytuły mistrza kraju, a w tym drugim przypadku zdobył również Puchar Słowenii w piłce nożnej.
W 2012 roku Velikonja trafił do Cardiff City. W latach 2015–2016 był z niego wypożyczony do Lierse SK. Następnie w sezonie 2016/2017 roku grał kolejno w Olimpija Lublana i Gençlerbirliği SK. Latem 2017 podpisał kontrakt z holenderskim klubem Willem II Tilburg.

## Statystyki
| Sezon   | Klub              | Kraj       | Rozgrywki      | Mecze | Bramki |
| ------- | ----------------- | ---------- | -------------- | ----- | ------ |
| 2006/07 | ND Gorica         | Słowenia   | Prva Liga      | 7     | 1      |
| 2007/08 | ND Gorica         | Słowenia   | Prva Liga      | 31    | 5      |
| 2008/09 | ND Gorica         | Słowenia   | Prva Liga      | 32    | 17     |
| 2009/10 | ND Gorica         | Słowenia   | Prva Liga      | 12    | 5      |
| 2010/11 | ND Gorica         | Słowenia   | Prva Liga      | 18    | 4      |
| 2011/12 | Maribor           | Słowenia   | Prva Liga      | 30    | 14     |
| 2012/13 | Cardiff City      | Anglia     | Premier League | 3     | 0      |
| 2013/14 | Cardiff City      | Anglia     | Premier League | 0     | 0      |
| 2013/14 | Rio Ave FC        | Portugalia | Primeira Liga  | 3     | 0      |
| 2014/15 | Lierse SK         | Belgia     | Eerste klasse  | 11    | 4      |
| 2015/16 | Lierse SK         | Belgia     | Tweede klasse  | 29    | 24     |
| 2016/17 | Olimpija Lublana  | Słowenia   | Prva Liga      | 21    | 4      |
| 2016/17 | Gençlerbirliği SK | Turcja     | Süper Lig      | 6     | 0      |
| 2017/18 | Willem II Tilburg | Holandia   | Eredivisie     |       |        |

## Kariera reprezentacyjna
W dorosłej reprezentacji zadebiutował 12 września 2009 roku w wygranym 5:0 meczu eliminacji do Mistrzostw Świata w RPA z San Marino.